# Aschanska villan
Aschanska villan (villa Aschanska) es un edificio en Umeå en la provincia de Västerbotten, Suecia. 

## Historia
Aschanska villan fue diseñado por el arquitecto Ragnar Östberg y construido en 1906 como residencia para Coronel Wilhelm Aschan, que era el jefe de la  Norrlands Dragonregemente que fue establecido desde 1901 cerca de Umeå.
La villa está construida en madera, sobre un zócalo de piedra natural con una ventana de bahía curvo y en el gran estilo de la Scharinska villan. Originalmente los parteluces verticales de estaban dividido en cuadrados pequeños. El estilo arquitectónico es "nacional romántica" y los edificios con este tipo de mansardas son vistos como edificios emblemáticos en el centro de Umeå. El edificio estaba protegido como monumento el 3 de marzo de 1980 (Byggnadsminne).
Achanska Villan está situado en Strandgatan largo de la río Ume en el centro de Umeå. La casa estaba en 1942-1990 la propiedad del Umeå Fabriks-och Hantverksförening y es, por tanto, también llamada la "casa del artesano" (Hantverkshuset). Ahora la casa se desempeña como una residencia y un restaurante.

## Galería de imágenes

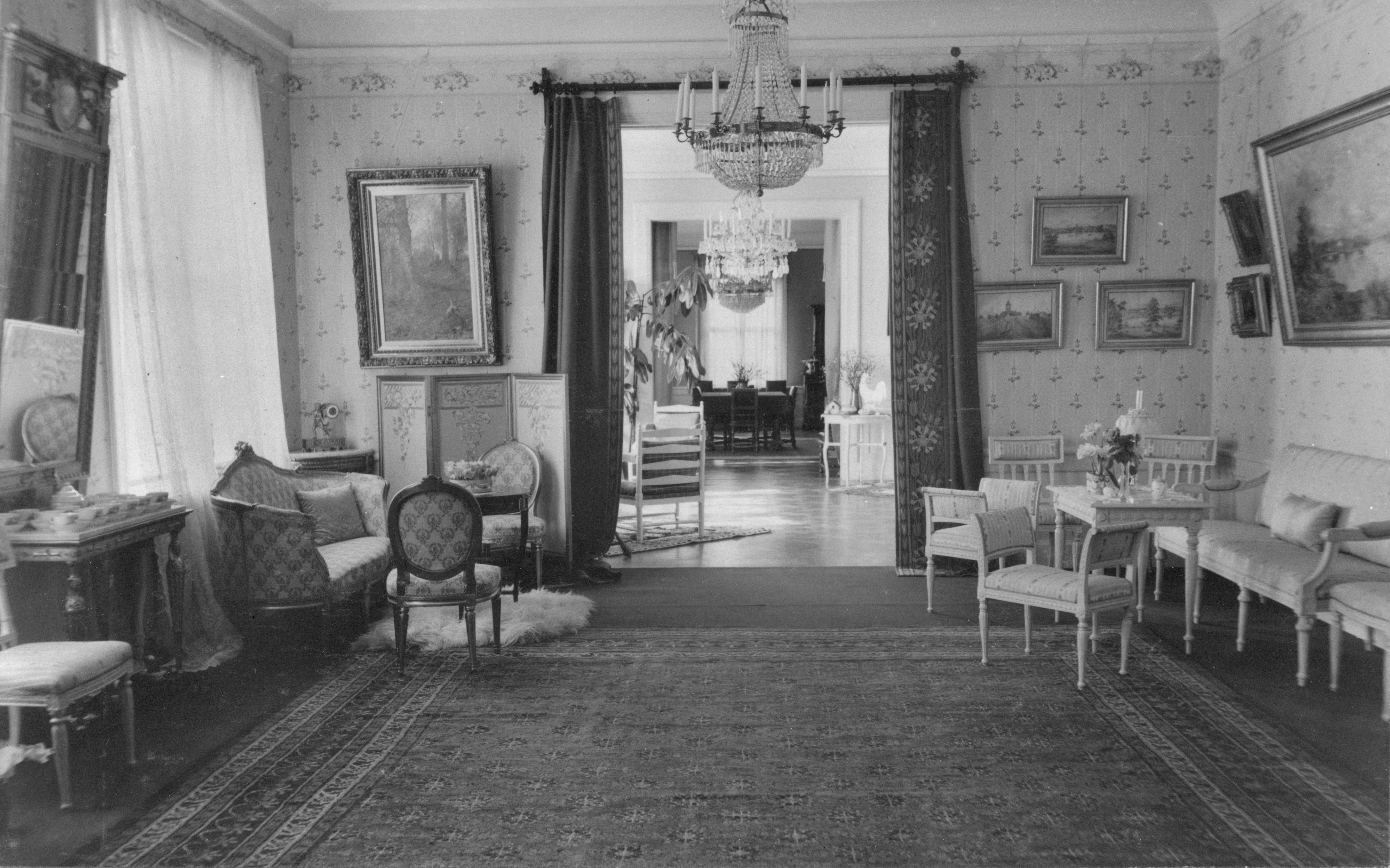
Interior acerca de 1916
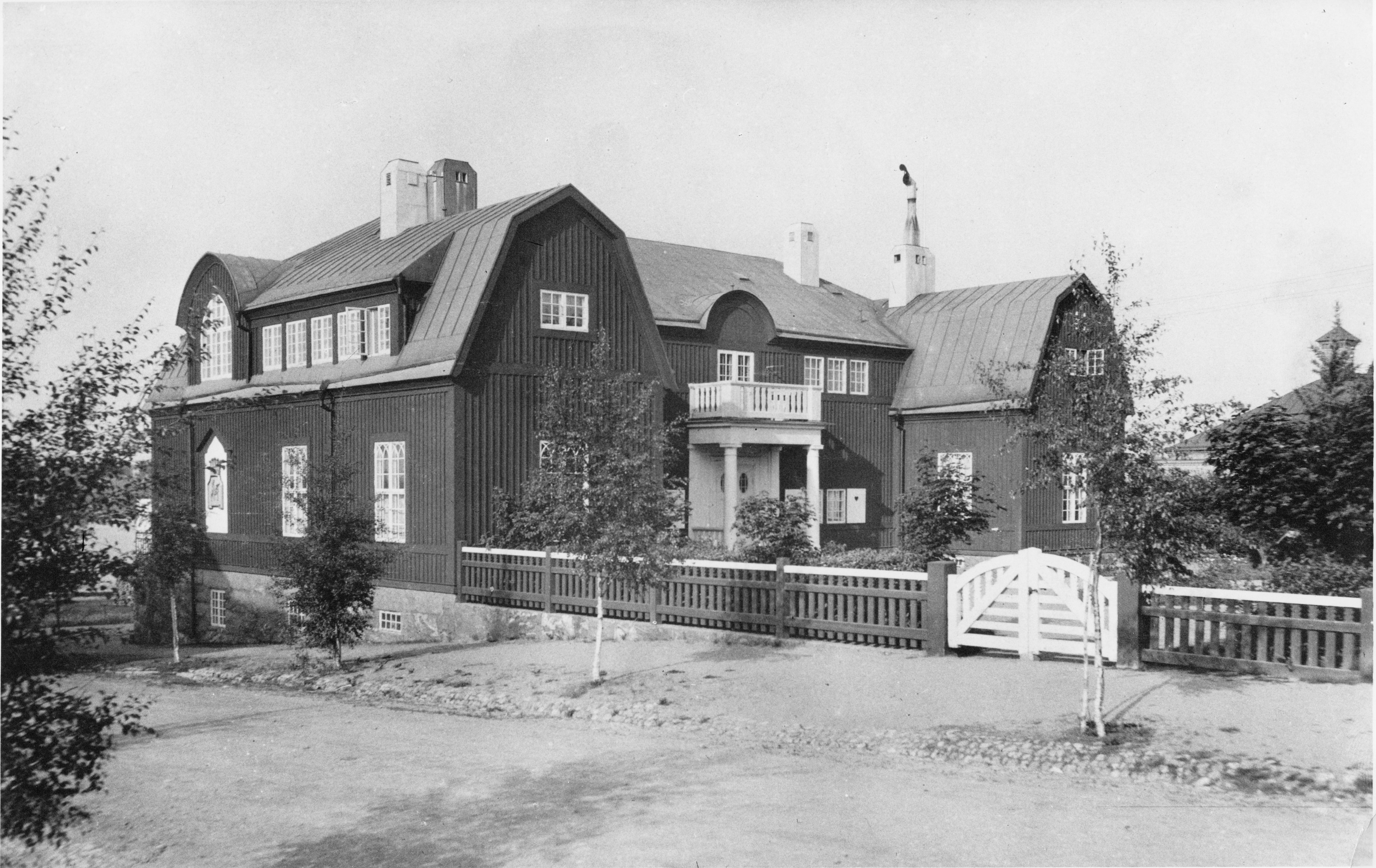
Exterior acerca de 1916